# Дивовижні жінки
«Дивовижні жінки: науково-фантастичні історії жінок про жінок» (англ. Women of Wonder: Science-fiction Stories by Women about Women) — збірка оповідань Памели Сарджент, вперше надрукована 1975 року. Також видання включає в себе вступне слово та примітки Памели Сарджент до кожного оповідання.
У вступі Сарджент пропонує всебічний та обґрунтований аналіз ролі жінок у жанрі наукової фантастики як серед письменників, так і персонажів творів. Вона зазначає, що «Більшість наукової фантастики написана чоловіками, і вони досі складають більшість письменників. Близько 10 — 15 відсотків письменників — жінки» (стор. 11).Дивовижні жінки» — перша книга з трьох томів, опублікованих у 1970-х роках, в яку входять також «Більше дивовижних жінок» (1976), а за нею — «Нові дивовижні жінки» (1978). Ці томи вважаються однією з перших збірок наукової фантастики, яка присвячена жінкам у науковій фантастиці як авторкам, так і різноманітним і складним персонажам.
Вона розповідає про деяких попередниць видатних жінок-письменниць, від Мері Шеллі до К. Л. Мур, потім розглядає, як жіночі персонажі були ігноровані або ж трансформовані в стереотипи такими письменниками, як Жуль Верн, Герберт Велз, Айзек Азімов та Роберт Гайнлайн. Наприкінці передмови письменниця зазначила, що зміни в жанрі, ймовірно, все ж відбудуться, якщо читачі покажуть, що хочуть різних поглядів, що згодом зацікавить видавців новими ідеями.

## Зміст
- «Вступ: Жінки у науковій фантастиці» – Памела Сарджент
- «Дитячі мрії» – Соня Дорман
- «Це лише мати» – Джудіт Мерріл
- «Зараження» – Кетрін Маклін
- «Люди Вітру» – Меріон Зіммер Бредлі
- «Корабель, який співав» – Енн Маккефрі
- «Коли я була міс Доу» – Соня Дорман
- «Продовольча ферма» – Кіт Рід
- «Дитинко, ти була чудова» – Кейт Вільгельм
- «Секс та / або містер Моррісон» – Керол Емшвіллер
- «Обширніший та повільніший імперій» – Урсула Ле Гуїн
- «Хибний світанок» – Челсі Квін Ярбро
- «Вдома нікого» – Джоанна Расс
- «І туману, і трави, і піску» – Вонда Мак-Інтайр